# Texas Across the River
Texas Across the River (bra Dois contra o Oeste) é um filme estadunidense, de 1966, dos gêneros aventura, faroeste e comédia, dirigido por Michael Gordon, roteirizado por Wells Root, Harold Greene e Ben Starr, música de Frank De Vol.

## Sinopse
Nobre espanhol, fugitivo da cavalaria, por uma questão de honra, une-se a um negociante e seu parceiro índio, carregando armas, para uma cidade do Texas. 

## Elenco
- Dean Martin ....... Sam Hollis
- Alain Delon ....... Don Andrea Baldazar
- Rosemary Forsyth ....... Phoebe Ann Naylor
- Joey Bishop ....... Kronk (Parceiro indio de Sam)
- Tina Aumont ....... Lonetta  (como Tina Marquand)
- Peter Graves ....... Capitão Rodney Stimpson
- Michael Ansara ....... Iron Jacket (Chefe Comanche)
- Linden Chiles ....... Yellow Knife (Filho de Iron Jacket)
- Andrew Prine ....... Tenente Sibley
- Stuart Anderson ....... Yancy Cottle
- Roy Barcroft ....... Si Morton
- George Wallace ....... Floyd Willet
- Don Beddoe ....... Sr. Naylor